# Turcolana steinitzi
Turcolana steinitzi är en kräftdjursart som först beskrevs av Hans Strouhal 1961C.  Turcolana steinitzi ingår i släktet Turcolana och familjen Cirolanidae. Inga underarter finns listade i Catalogue of Life.